# アフォンソ2世 (ポルトガル王)
アフォンソ2世（Afonso II、1185年4月23日 - 1223年3月25日）は、第3代ポルトガル王（在位：1211年 - 1223年）。サンシュ1世と王妃ドゥルセ・ベレンゲル・デ・バルセロナ（バルセロナ伯ラモン・バランゲー4世とアラゴン女王ペトロニラの長女）の子。「肥満王」（Gordo）と仇名される。歴代ポルトガル王の中で初めて国内の高位聖職者・貴族の弱体化を図った人物である。

## 生涯
1211年に父の跡を継いでポルトガル王位に就いた。
レオン王アルフォンソ9世（従兄、姉テレサの元夫）との戦争のため、1212年のナバス・デ・トロサの戦いにアフォンソ2世自身は参戦しなかったが、臣下の多くがカスティーリャ王アルフォンソ8世の元に集まった。
1217年9月にホラント伯ウィレム1世が指揮する第5回十字軍の分派の助けを得て、アルカセル・ド・サルを獲得したが、これがアフォンソ2世の治世で唯一レコンキスタで得た成果であった。
国内の聖職者との対立のためにアフォンソ2世はローマ教皇ホノリウス3世から破門を宣告され、教会への補償を約束した。しかし、1223年に約束を果たす前に没し、存命中に破門は解除されなかった。

## 政策

### 政治・社会
アフォンソ2世の在位中にポルトガル最初の一般法が成立した。側近、役人、王族から構成される国王の諮問機関であるクリアが結成され、重要な事項についての議論を行う時には聖職者、有力貴族、騎士団の総長が招集された（コルテス）。この集まりは、後のポルトガルの国王議会の起源となる。
また、レコンキスタで領土が拡大し、労働力不足が生じて下層農民階級の流動性が促進された結果、農奴が消滅した。

### 検地
アフォンソ2世は聖職者の権力を削ぎ、彼らが得る莫大な収入の一部を徴収しようと試みた。土地から多くの収入を得ている教会に対し、宗教団体による土地の購入を禁止した。しかし、個人の聖職者による土地の購入は認められており、政策は成功とは言えなかった。
土地を所有する貴族に対して、土地の登記尚書と王から与えられた特権を示し、国璽尚書院で確認を行うように命じた。1220年に王領検察制（インキリサン）を実施、土地を巡る紛争の多いミーニョ地方における国王特権を調査した。加えて1216年以降に相続領地の安堵を王に申請させる制度（コンフィルマサン）も行われており、アフォンソ2世の治世ではインキリサンと合わせた国内の検地が行われた。しかし、アフォンソ2世の死と若いサンシュ2世の即位によってインキリサンは中断される。

## 家族
1208年にカスティーリャ王アルフォンソ8世の娘ウラカと結婚し、4男1女をもうけた。
- サンシュ2世（1207年 - 1248年） - ポルトガル王
- アフォンソ3世（1210年 - 1279年） - ポルトガル王
- レオノール（1211年 - 1231年） - デンマーク王ヴァルデマー2世の王子ヴァルデマーと結婚
- フェルナンド（1217年頃 - 1243年頃） - セルパ領主
- ヴィセンテ（1219年）